# Ismaël Traoré
Ismaël Traoré, né le 18 août 1986 à Paris, est un footballeur international ivoirien. Il évolue au poste de défenseur central.

## Biographie

### Parcours en club
Après avoir fait ses classes au club du SC Solitaire Paris 19e, il part à l'âge de 15 ans au Red Star pour côtoyer le haut niveau de la formation. Le club francilien ne possédant pas d'équipe pour sa catégorie d'âge, il fait une année en 18 ans au Racing Club avant de partir pour le centre de formation du CS Sedan Ardennes en 2004. Auteur de bonnes performances avec l'équipe des moins de 19 ans et avec la réserve, il signe son premier contrat professionnel en 2006.

### CS Sedan-Ardennes
Il joue son premier match professionnel en Ligue 2 contre le Grenoble Foot sur le premier match de la saison 2007-2008. Il s'impose rapidement comme titulaire de la défense centrale, poste qu'il n'a jamais quitté depuis. Il inscrit le premier but de sa carrière le 22 août 2008 lors du match de Ligue 2 opposant son équipe à l'AC Ajaccio où il égalise à la dernière minute.
Auteur d'une excellente saison 2009-2010 aux côtés de Paul Baysse en défense centrale, il est élu deuxième meilleur Sedanais de la saison par les supporters. Pilier de l'équipe et fidèle au CS Sedan-Ardennes, il est promu vice-capitaine du club ardennais derrière Jérôme Le Moigne,.

### Stade brestois 29
Le 12 juin 2012, il s'engage pour trois ans avec le Stade brestois où il retrouve notamment Paul Baysse en défense et Landry Chauvin, son ancien entraîneur à Sedan.

### Angers SCO
À l'issue de la saison 2014-2015, il figure dans l'équipe type de la Ligue 2 aux Trophées UNFP. Le 9 juin 2015, il s'engage avec le Angers SCO, promu en Ligue 1.

### FC Metz
Le 21 juillet 2022, il rejoint le FC Metz, alors pensionnaire de Ligue 2, et signe un contrat de deux ans avec le club lorrain.
En fin de contrat à la fin de la saison 2023-2024 avec le FC Metz, le joueur prolonge finalement son contrat d'une année supplémentaire malgré la descente du club en Ligue 2 pour la saison 2024-2025. À l'issue de cette saison et la remontée de Metz en Ligue 1, le joueur ne prolonge pas son contrat et quitte le club.

### En sélection nationale
Il est sélectionné pour la première fois avec la Côte d'Ivoire par Sabri Lamouchi pour un match amical le 14 novembre 2012 face à l'Autriche. Il entre en jeu lors de la seconde mi-temps.
Il est retenu pour participer à la CAN 2013. Il est titulaire en défense centrale lors du dernier match de poule contre l'Algérie.
Il n'est pas retenu pour la coupe du monde 2014. De même ses excellentes performances en Ligue 2 en début de saison 2014-2015 ne lui permettent pas de participer aux éliminatoires de la CAN 2015, ni à la compétition elle-même, à laquelle Hervé Renard remporté la finale avec la Côte d'Ivoire,.

## Statistiques
| Saison                | Club                  | Championnat           | Championnat | Championnat | Coupe(s) nationale(s) | Coupe(s) nationale(s) | Total | Total |
| Saison                | Club                  | Division              | M.          | B.          | M.                    | B.                    | M.    | B.    |
| 2005-2006             | CS Sedan Ardennes     | Ligue 2               | -           | -           | 1                     | 0                     | 1     | 0     |
| 2006-2007             | CS Sedan Ardennes     | Ligue 1               | -           | -           | -                     | -                     | 0     | 0     |
| 2007-2008             | CS Sedan Ardennes     | Ligue 2               | 28          | 0           | 7                     | 0                     | 35    | 0     |
| 2008-2009             | CS Sedan Ardennes     | Ligue 2               | 24          | 1           | 5                     | 0                     | 29    | 1     |
| 2009-2010             | CS Sedan Ardennes     | Ligue 2               | 34          | 0           | 9                     | 0                     | 43    | 0     |
| 2010-2011             | CS Sedan Ardennes     | Ligue 2               | 34          | 0           | 2                     | 0                     | 36    | 0     |
| 2011-2012             | CS Sedan Ardennes     | Ligue 2               | 34          | 1           | 6                     | 0                     | 40    | 1     |
| Sous-total            | Sous-total            | Sous-total            | 154         | 2           | 30                    | 0                     | 184   | 2     |
| 2012-2013             | Stade brestois 29     | Ligue 1               | 17          | 0           | 2                     | 0                     | 19    | 0     |
| 2013-2014             | Stade brestois 29     | Ligue 2               | 30          | 0           | 4                     | 0                     | 34    | 0     |
| 2014-2015             | Stade brestois 29     | Ligue 2               | 36          | 1           | 4                     | 0                     | 40    | 1     |
| Sous-total            | Sous-total            | Sous-total            | 83          | 1           | 10                    | 0                     | 93    | 1     |
| 2015-2016             | SCO Angers            | Ligue 1               | 34          | 1           | 2                     | 1                     | 36    | 2     |
| 2016-2017             | SCO Angers            | Ligue 1               | 32          | 1           | 3                     | 0                     | 35    | 1     |
| 2017-2018             | SCO Angers            | Ligue 1               | 32          | 3           | -                     | -                     | 32    | 3     |
| 2018-2019             | SCO Angers            | Ligue 1               | 30          | 3           | 1                     | 0                     | 31    | 3     |
| 2019-2020             | SCO Angers            | Ligue 1               | 23          | 0           | -                     | -                     | 23    | 0     |
| 2020-2021             | SCO Angers            | Ligue 1               | 34          | 3           | -                     | -                     | 34    | 3     |
| 2021-2022             | SCO Angers            | Ligue 1               | 37          | 4           | -                     | -                     | 37    | 4     |
| Sous-total            | Sous-total            | Sous-total            | 222         | 15          | 6                     | 1                     | 228   | 16    |
| 2022-2023             | FC Metz               | Ligue 2               | 30          | 0           | 3                     | 0                     | 33    | 0     |
| 2023-2024             | FC Metz               | Ligue 1               | 28          | 3           | 1                     | 0                     | 29    | 3     |
| 2024-2025             | FC Metz               | Ligue 2               | 19          | 2           | 1                     | 0                     | 20    | 2     |
| Sous-total            | Sous-total            | Sous-total            | 77          | 5           | 5                     | 0                     | 82    | 5     |
| Total sur la carrière | Total sur la carrière | Total sur la carrière | 536         | 23          | 51                    | 1                     | 587   | 24    |

## Palmarès
Il est finaliste de la Coupe de France en 2017 avec Angers SCO.
Parti au FC Metz, il est vice-champion de Ligue 2 en 2023.
| Angers SCO                           | FC Metz                          |
| ------------------------------------ | -------------------------------- |
| - Coupe de France - Finaliste : 2017 | - Ligue 2 - Vice-champion : 2023 |